# Lyceum (tidskrift)
Lyceum var en litterär och vetenskaplig tidskrift, som utgavs 1810-11 av Lorenzo Hammarsköld med bidrag av Carl Adolph Agardh, Jacob Berzelius, Benjamin Höijer och Pehr Henrik Ling.
Avsett som organ för den nya romantiska riktningen inom litteratur och vetenskap blev den mycket betydelsefull för stilens genombrott, men nedlades redan efter två häften.